# Mosquée El Koubba
La mosquée El Koubba (arabe : مسجد القبة) est une petite mosquée tunisienne de la médina de Tunis datée du XIe siècle et située au numéro 41 de la rue Tourbet El Bey.

## Histoire
Selon la plaque située à l'entrée de l'édifice, ce dernier date du XIe siècle. La mosquée est célèbre pour avoir été un lieu d'études du savant Ibn Khaldoun.
Elle est un monument classé depuis le 16 novembre 1928.

## Description
La porte d'entrée de la mosquée est surmontée d'une coupole hémisphérique à claire-voie. La coupole est bâtie sur un tambour hexagonal et se rattache au type des coupoles funéraires des Xe et XIe siècles (période khourassanide). Cet ensemble est probablement plus ancien que la salle de prière. L'intérieur de cette dernière est composé de trois nefs et deux travées, divisées par deux colonnes de remploi à chapiteaux corinthiens. De ces colonnes partent les quatre voûtes d’arêtes qui forment la couverture.

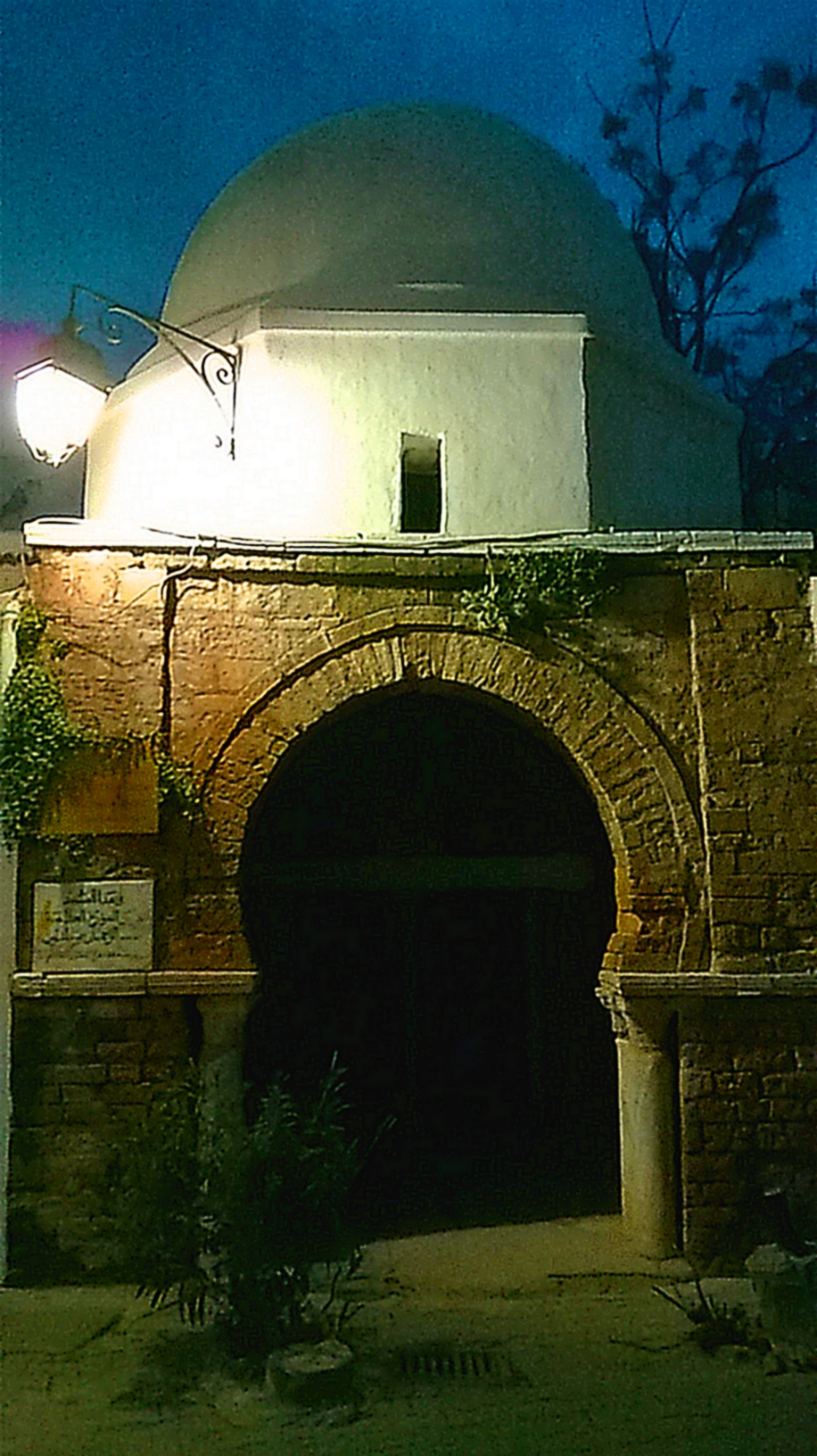
Vue de la mosquée le soir.
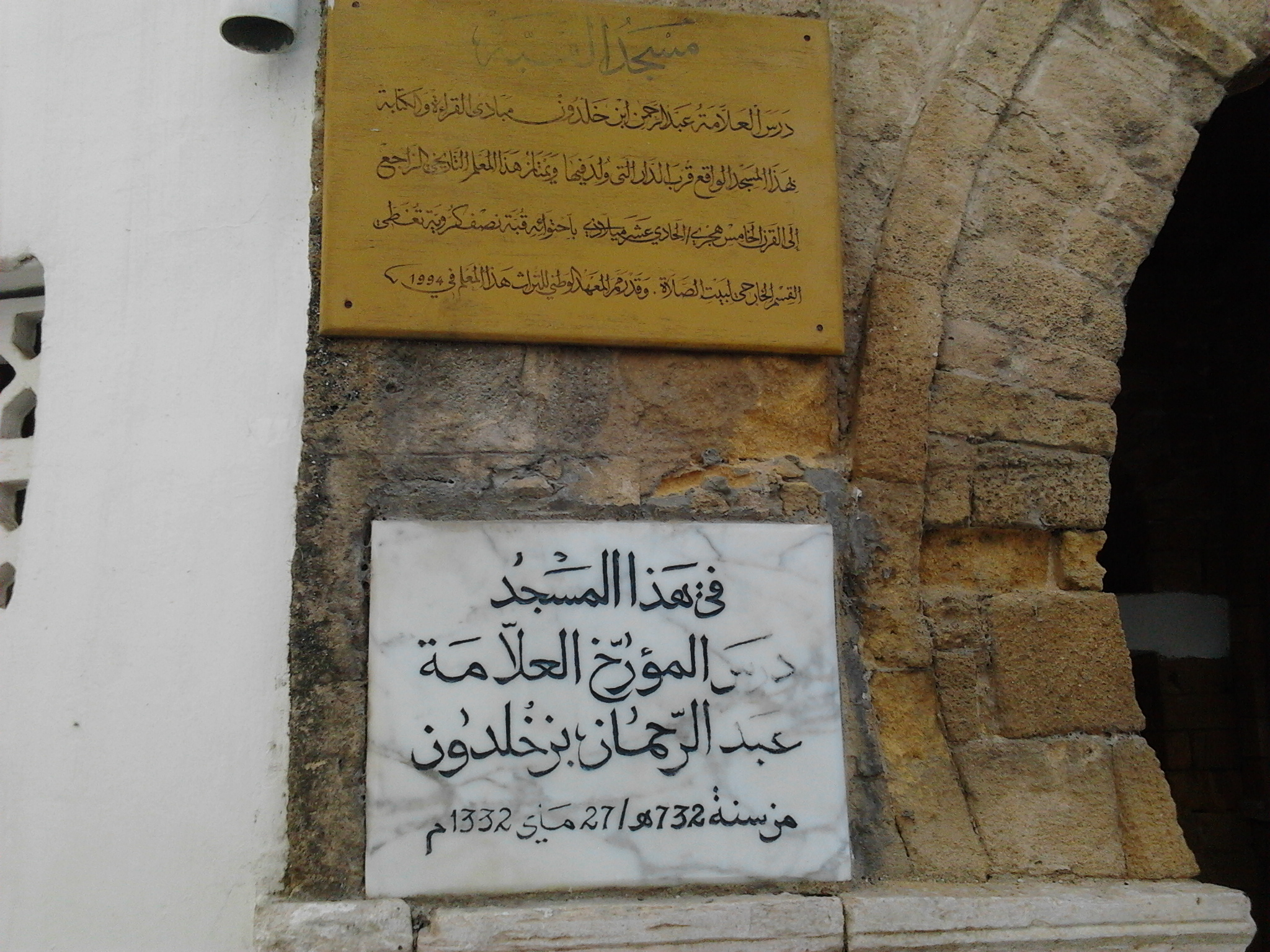
Plaque commémorative à l'entrée de la mosquée.